# زاغ درختی آندامان
زاغ درختی آندامان(نام علمی: Dendrocitta bayleyi) نام یک گونه از سرده زاغ‌های درختی دم‌دراز است.